# ジンクホワイト
ジンクホワイト (Zinc White) は酸化亜鉛を主成分とする白色顔料、及び、それからなる絵具。顔料は特に、亜鉛華と呼称する。

## 性質
水彩絵具化すると粘稠度の変化が大きくなるため適さない。また油絵具化すると、亀裂や剥離などを起こしやすいため、地塗りへの使用のみならず、塗り重ねる可能性のある塗膜への使用には向かない。白色顔料であるから、ただでさえ問題を起こしい芥子油と共に供せられるため、一層の注意を要する。透明性が高く着色力が弱いため混色に適するといわれているが、これは着色力が弱いため他顔料との混合で思ったような色を出しやすいことと、その際に青緑辺りの波長が際立つことに由来しているだけだと考えられる。白色顔料としては透明性が高く、実際には経時的な変色は総じて他の白色顔料より大きい。
このように扱いの難しい絵具であるが、大正以降画家の多くが安易にこの絵具を使用したため、損傷を起こす例が多い。これは、それまで使われていたシルバー・ホワイトが鉛中毒の危険性があると強調され、また当時の技法書にヴァーミリオンやカドミウム顔料などの硫化物を用いた絵具と混合した場合黒変すると記されていたためである。